# Centaurus – Schwul-lesbische Initiative Südtirol
Centaurus – Schwul-lesbische Initiative Südtirol – Arcigay Landeskomitee (italienisch Centaurus – Gay e lesbiche dell’Alto Adige/Sudtirolo – Comitato provinciale Arcigay) ist derzeit die einzige offiziell eingetragene Vereinigung gleichgeschlechtlich liebender Frauen und Männer in Südtirol. Sitz des Vereins ist Bozen.

## Tätigkeit
Centaurus setzt sich für die bürgerlichen Rechte und sozialen Belange homo- und bisexueller Menschen ein und lehnt jegliche Diskriminierung aufgrund der sexuellen Orientierung ab. Der Verein bezeichnet sich selbst als unabhängig, überparteilich, überkonfessionell, antirassistisch, interethnisch und verfolgt keine Gewinnabsichten. 
Seit 1999 ist der Verein Mitglied im gesamtstaatlichen italienischen Verband Arcigay (Associazione lesbica e gay italiana) und gilt als Landeskomitee (comitato provinciale) für Südtirol. Es besteht eine starke Zusammenarbeit mit dem Landeskomitee von Trient, welches Mitglied im gesamtstaatlichen Verband Arcilesbica ist. Weiters hat sich in den letzten Jahren die Zusammenarbeit mit der HOSI in Tirol verstärkt.
Die Schwerpunktthemen des Vereins sind die Unterstützung und Förderung beim Coming-out von Schwulen und Lesben sowie die Informationsarbeit über die Telefonberatungsdienste Infogay und Lesbianline und die Internetpräsenz. Durch die Zusammenarbeit mit anderen sozialen und kulturellen Vereinen soll eine breitere Öffentlichkeit erreicht werden, um die Südtiroler Bevölkerung stärker für homosexuelle Belange zu sensibilisieren. 
Der Verein besitzt die einzige Fachbibliothek Südtirols zum Thema Homosexualität, welche 500 Bücher und 80 DVDs und Videokassetten umfasst. Das Vereinslokal ist auch Begegnungsort für weitere kleinere Initiativen. Im Jahre 2006 wurde die fünfte Ausgabe der Vereinszeitschrift Centaurus Magazine produziert.

## Mitglieder
Die Anzahl der Mitglieder liegt aktuell bei 49. Durch die Neuorganisation der gesamtstaatlichen Zentrale in Bologna wurde im Jahr 2005 aus Arcigay – associazione gay italiana die auch homosexuelle Frauen ansprechende Vereinigung Arcigay – associazione lesbica e gay italiana. Derzeit sind nur sehr wenige Frauen bei Centaurus eingeschrieben, der weibliche Anteil machte 2006 nur 6,3 % der Mitgliedschaften aus.

## Finanzierung
Der Verein finanziert sich aus Mitgliedsbeiträgen, Erlösen aus Eigeninitiativen wie der LesbianGayDisco und Spenden. Zusätzlich bekommt der Verein Fördergelder vom Land Südtirol und der Stadtgemeinde Bozen. Darüber hinaus wird der Vereinssitz kostenlos von der Südtiroler Landesverwaltung zur Verfügung gestellt.

## Geschichte
Nach einer Anzeige in der Wochenzeitschrift ff im Oktober 1991 fanden sich einige Schwule zu einem Treffen zusammen. Dabei entstand die Idee zur Bildung einer Selbsthilfegruppe. Ein erstes formales Statut wurde im Februar 1992 verabschiedet, die Vereinigung gab sich den Namen Centaurus. Der Centaurus ist ein Fabelwesen aus der griechischen Mythologie, das sich durch seine Wildheit und kämpferische Natur auszeichnet, was den Kampf jedes einzelnen Homosexuellen gegen Intoleranz und Diskriminierung symbolisieren soll. Anfangs sollte auch das Thema Homosexualität durch den neutralen Namen nicht auf den ersten Blick für jeden offenbar werden. Außerdem hat der Begriff den Vorteil, in allen drei Südtiroler Landessprachen verstanden zu werden. Auf der ersten ordentlichen Mitgliederversammlung im März 1992 wurden die Vereinigung HIS IOS CENTAURUS (Homosexuelle Initiative Südtirol (HIS) / Iniziativa Omosessuale Sudtirolo (IOS)) mit einem überarbeiteten Statut offiziell gegründet, ein neuer Vorstand gewählt und danach in das Vereinsregister eingetragen. 
Die Treffen fanden anfangs in Gasthäusern statt, danach für etwa zwei Monate beim Verein La strada/Der Weg. Ab Januar 1992 stellten Verdi Grüne Vërc für zwei bis drei Abende in der Woche einen Raum zur Verfügung. Seit 1995 hat HIS/IOS Centaurus einen eigenen Sitz in Bozen/Bolzano.
Im Juni 2003 wurde Centaurus mit Dekret des Landeshauptmanns in das Register der ehrenamtlich tätigen Vereinigungen eingetragen und hat damit den Status einer ONLUS-Organisation (gemeinnützige soziale Organisation).
Von 2004 bis zur Neuorganisation der gesamtstaatlichen Verbände im Jahre 2005, die dieses ausschloss, war Centaurus auch Mitglied der Organisation Arcilesbica.